# Oldenlandia macrosepala
Oldenlandia macrosepala är en måreväxtart som beskrevs av Charles-Joseph Marie Pitard. Oldenlandia macrosepala ingår i släktet Oldenlandia och familjen måreväxter. Inga underarter finns listade i Catalogue of Life.